# Białostocki Ośrodek Kultury
Białostocki Ośrodek Kultury – samorządowa instytucja kultury utworzona w 1975 r. (pod nazwą Miejski Dom Kultury) podległa miastu Białystok. Główną siedzibą BOK-u od 1981 r. jest budynek przy ul. Legionowej 5 (pierwotnie – ul. Dzierżyńskiego), gdzie mieści się kino Forum i klub Fama. Drugim należącym do BOK-u budynkiem jest Centrum im. Ludwika Zamenhofa przy ul. Warszawskiej 19.

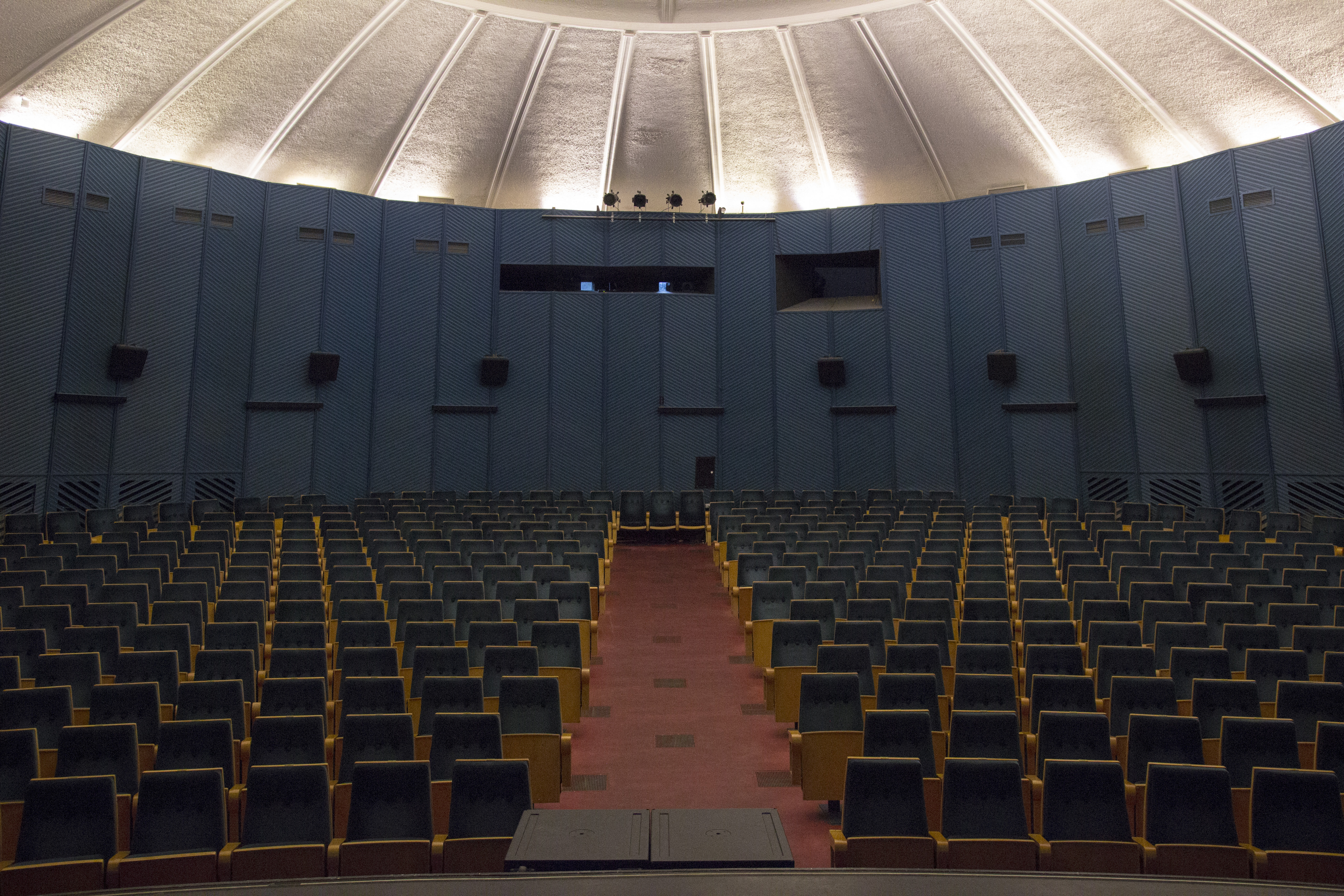
Wnętrze kina Forum

Białostocki Ośrodek Kultury zajmuje się organizowaniem, prezentowaniem oraz promowaniem przedsięwzięć artystycznych i kulturalnych. Każdego roku BOK organizuje lub współorganizuje ponad 300 imprez.

## Działalność
Propozycje BOK-u kierowane są do różnych grup odbiorców. Uczestniczenie w części z nich jest bezpłatne. Spośród proponowanych przez BOK wydarzeń do największych należą festiwale: Dni Sztuki Współczesnej, Jesień z Bluesem, Międzynarodowy Festiwal Filmów Krótkometrażowych ŻUBROFFKA, Inny Wymiar (od 2013 roku w ramach projektu Wschód Kultury), Festiwal Kultur i Podróży „Ciekawi Świata”, ¿Underground/Independent?, a także takie stałe imprezy jak: Dni Miasta Białegostoku, Filmowe Podlasie Atakuje! (obecnie Filmowe Podlasie Reaktywacja! i Filmowe Podlasie Edukuje!), pokazy Klasyki Kina z muzyką na żywo, Zaduszki Bluesowe, Sylwester Miejski, Blues Fama, Trójząb Komediowy, Ogólnopolski Przegląd Fotografii Współczesnej „Człowiek obok mnie”, Jazz na BOK-u, Seniorada, wystawy w Galerii BOK oraz liczne koncerty polskich i zagranicznych gwiazd muzycznych.
W Centrum im. Ludwika Zamenhofa można obejrzeć wystawę stałą „Białystok młodego Zamenhofa” oraz wystawy czasowe, odbywają się także koncerty, dyskusje panelowe, wykłady i promocje literackie. Organizowane są warsztaty edukacyjne dla dzieci i młodzieży oraz wdrażane nowoczesne projekty społeczno-edukacyjne. CLZ posiada również Salę Gier i Zabaw – przestrzeń kreatywnej i twórczej zabawy i prowadzi Mediatekę CLZ – archiwum historii mówionej miasta i regionu.

## Historia
1975 – utworzenie Miejskiego Domu Kultury
1978 – pierwsza Jesień z Bluesem
1981 – MDK otrzymuje budynek przy ul. Dzierżyńskiego 5
1983 – pierwsze Zaduszki Bluesowe
1985 – pierwsze Dni Sztuki Współczesnej i Seniorada
1989 – ul. Dzierżyńskiego wraca do pierwotnej nazwy – Legionowa
1995 – Miejski Dom Kultury zmienia nazwę na Białostocki Ośrodek Kultury
1999 – pierwsze prezentacje Kultur Świata w Białymstoku
2000 – pierwsza edycja konkursu fotograficznego „Człowiek obok mnie”
2001 – pierwsza edycja imprezy Underground/Independent (pierwotnie – Undergound.pl)
2004 – pierwsze Filmowe Podlasie Atakuje!
2006 – pierwsza edycja festiwalu ŻUBROFFKA
2007 – po raz pierwszy odbywa się festiwal Inny Wymiar
2009 – utworzenie Centrum im. Ludwika Zamehofa – oddziału BOK-u
2011 – pierwszy Festiwal Kultur i Podróży „Ciekawi Świata”, oddzielenie się CLZ
2013 – pierwsza edycja Wschodu Kultury w Białymstoku
2017 – Centrum im. Ludwika Zamenhofa ponownie wchodzi w skład Białostockiego Ośrodka Kultury